# Ahmed Mahmoud Moussa
Ahmed Mahmoud Moussa (né à Damiette le 15 août 1934 - mort le 26 novembre 1998) est un égyptologue égyptien. 
Sa grande découverte est la tombe de Khnoumhotep et Niânkhkhnoum à Saqqarah en 1964.
Une autre découverte, en 1977, est celle d'une inscription décrivant comment des soldats du pharaon Taharqa, effectuaient une course de cent kilomètres. Cette course a eu lieu vers -690/-665, quand Taharqa inspectait le campement de l'armée. Elle s'est déroulée entre la pyramide de Saqqarah et celle d'Hawara dans l'oasis du Fayoum. Le roi lui-même a participé à cette course, montrant ainsi son intérêt de ce sport pour maintenir la condition physique de ses soldats. La transcription des hiéroglyphes indique que le vainqueur avait terminé cette course en huit heures seulement.
Cette découverte a été à l'origine d'un marathon, le « 100 km Pharaonic Race » dont la huitième édition a eu lieu le 14 novembre 2008.

## Publications
- En collaboration avec Hartwig Altenmüller, The Tomb of Nefer and Ka-hay, AV DAIK 5, 1971, Éditions Philipp von Zabern, Mainz am Rhein ;
- En collaboration avec Friedrich Junge, Two Tombs of Craftsmen, AV DAIK 9, 1975, Éditions Philipp von Zabern, Mainz am Rhein ;
- En collaboration avec Hartwig Altenmüller, Das Grab des Nianchchnum und Chnumhotep, AV DAIK 21, 1977, Éditions Philipp von Zabern, Mainz am Rhein ;
- En collaboration avec Audran Labrousse, Le temple d'accueil du complexe funéraire du roi Ounas, BdE 111, 1996, IFAO, Le Caire.